# 영암 옥야리 고분군
영암 옥야리 고분군(靈岩 沃野里 古墳群)은 대한민국 전라남도 영암군 시종면 옥야리에 있는 고분군이다. 1987년 1월 15일 전라남도의 문화재자료 제140호로 지정되었다.

## 개요
옥야리 상촌 마을의 북쪽에 동서로 뻗어 마을을 감싸고 있는 구릉에 있는 무덤들로, 남해포로 가는 옛도로 양쪽에 분포한다.
모두 28기인데 4기의 독무덤(옹관묘)과 후대의 무덤 2기, 그리고 1개의 구덩이가 발견되었다. 봉분의 형태는 긴 타원형이고, 영산강 유역 독무덤의 일반적인 양식으로, 봉분 자락에 도랑이 둘러져 있다. 14호 무덤은 흙을 파고 하나의 독무덤을 안치한 후, 봉토를 쌓은 단독장으로 소형 무덤의 특징을 잘 보여주고 있다.
영암 옥야리 무덤들은 3세기 후반에서 4세기 후반에 걸쳐 형성된 것으로 추정된다.

## 참고 자료
- 영암옥야리고분군 - 국가유산청 국가유산포털